# Nouradilovo
Nouradilovo (en russe : Нурадилово) est un village du Daghestan situé dans le raïon de Khassaviourt, en fédération de Russie. Il comptait 4 440 habitants en 2017. Nouradilovo a été nommé en l'honneur de Khanpacha Nouradilov, un militaire soviétique originaire de la région qui s'illustra lors de la Grande Guerre patriotique.

## Géographie
Le village est situé à une centaine de kilomètres au nord-est de Makhatchkala, à une soixante de kilomètres à l'est de Grozny, et à environ 1 500 kilomètres de Moscou.

## Climat
Nouradilovo possède un climat continental humide (classification de Köppen Dfa) avec une température moyenne annuelle de 10,5 °C ; la moyenne des précipitations annuelles est de 167 mm<.

## Population
| 2002  | 2010  | 2012  | 2013  | 2014  | 2015  | 2016  | 2017  |
| ----- | ----- | ----- | ----- | ----- | ----- | ----- | ----- |
| 3 149 | 3 963 | 4 074 | 4 150 | 4 217 | 4 304 | 4 374 | 4 440 |

Selon le recensement de 2002, la répartition des nationalités était la suivante : 3 115 Tchétchènes (98,9 % de la population) ; 13 Avars ; 5 Koumyks ; 4 Russes ; 1 Dargwa ; 11 appartenant à d'autres minorités.
Les habitants sont quasiment tous musulmans.